# Andelot-en-Montagne
Andelot-en-Montagne är en kommun i departementet Jura i regionen Bourgogne-Franche-Comté i östra Frankrike. Kommunen ligger i kantonen Champagnole som tillhör arrondissementet Lons-le-Saunier. År 2022 hade Andelot-en-Montagne 573 invånare.

## Befolkningsutveckling
Antalet invånare i kommunen Andelot-en-Montagne
Referens:INSEE